# Netscape Navigator
Netscape Navigator ist ein Webbrowser, der von dem Unternehmen Netscape Communications entwickelt wurde. Von Anfang 1995 bis Ende 1998 war Netscape der meistgenutzte Webbrowser der Welt. Microsoft konnte Netscape im Browserkrieg Ende der 1990er Jahre letztlich durch seinen Internet Explorer verdrängen, indem es die Marktmacht von Windows ausnutzte. Der Nachfolger von Netscape, Firefox, ist noch heute der viertmeistgenutzte Webbrowser der Welt und der meistgenutzte, der freie Software und nicht in Besitz eines Internetgiganten ist.
Der heutige Eigentümer und Inhaber der Marke „Netscape“ ist AOL. Am 1. März 2008 wurden Weiterentwicklung und Support für Netscape eingestellt.

## Geschichte

### Ursprung
Der Netscape Browser wurde Anfang der 1990er-Jahre von Marc Andreessen, dem Mitbegründer der Netscape Communications (gegründet als Mosaic Communications Corporation) und vormaligem Entwickler von NCSA Mosaic, entwickelt.
Der Codename für die Entwicklung war „Mozilla“, ein Kofferwort für „Mosaic Killer“ und „Godzilla“. Der Netscape Navigator lizenzierte teilweise Code des grafischen Browsers Mosaic. Die Veröffentlichung erfolgte im Oktober 1994 noch unter dem Namen Mosaic Netscape 0.9.
Als wesentliche Neuerung brachte der Netscape-Browser unter anderem die Unterstützung von HTML-Frames. Bis etwa 1996 war Netscape Navigator der führende Webbrowser für die 16-Bit-Betriebssysteme von Microsoft (bis Windows 95) und Mac OS von Apple Computer.

### Browserkrieg
Netscape verlor im sogenannten Browserkrieg zusehends Marktanteile an den Internet Explorer, da dieser mit dem Betriebssystem Microsoft Windows mitgeliefert wurde. Das ließ dessen Benutzeranteil deutlich ansteigen und Netscapes Marktanteil schnell auf eine verschwindend geringe Größe abstürzen. Bereits Ende 2002 hatte Netscape Navigator keinen nennenswerten Marktanteil mehr. Außerdem wurde die Weiterentwicklung ab Ende 1998 nur noch zögerlich fortgesetzt, was dazu beitrug, dass der Browser stetig Marktanteile verlor. Besonders die Verarbeitung von Cascading Style Sheets (CSS) bereitete Netscape in diesen Versionen häufig Probleme. Microsoft setzte in jener Zeit zudem auf eine selbstentwickelte Laufzeitumgebung für Java-Anwendungen, die mit Suns Java-Plugin nicht voll kompatibel war. Netscape hatte daher mit Microsofts proprietären Java (welches in einem Rechtsstreit mit Sun endet) ebenfalls Darstellungsschwierigkeiten. Analog ging Microsoft mit JavaScript vor, das Microsoft als JScript mit eigenem Code erweiterte, den Netscape im Gegensatz zum Internet Explorer nicht interpretieren konnte. Für Netscape optimierte Seiten konnten am Internet Explorer nur mangelhaft dargestellt werden, genauso wie für Internet Explorer optimierte Websites oftmals nur unzulänglich bis praktisch überhaupt nicht auf Netscape darstellbar waren.

### Vom Start des Mozilla-Projekts bis zur Einstellung von Netscape
Für die Versionen nach 4.x stellte Netscape 1998 den Programmcode seines Browsers unter eine Open-Source-Lizenz und gründete zur Koordination der Weiterentwicklung die Mozilla Foundation. Die neueren Versionen des Netscape Navigators ab Version 6.0 beruhen daher auf dem Code des Mozilla-Projektes und sind integraler Bestandteil von „Netscape Communicator“. Seither gibt es außerdem die abgewandelte Variante Netscape Compact, bei der sich einfach nutzerspezifische Änderungen vornehmen lassen.

Verbreitung des Netscape Navigators

Die letzte deutsche Version für die Macintosh-Plattform war Netscape 7.02 für Mac OS 9. Die letzte offiziell in deutscher Sprache verfügbare Version war Netscape 7.1, die auf Mozilla 1.4 basierte. Netscape 7.2 (basierend auf Mozilla 1.7.2) konnte mit einem inoffiziellen Sprachpaket, das auf Mozilla-Sprachpaketen basierte, nachgerüstet werden. Sowohl Netscape 7.1 und 7.2 gelten als veraltet; bezüglich Sicherheitslücken gibt es keinerlei Unterstützung mehr; deswegen ist vom Einsatz im Allgemeinen dringend abzuraten.
Version 8.0 wurde am 19. Mai 2005 veröffentlicht. Sie basierte auf Mozilla Firefox, konnte aber trotzdem mit der Internet-Explorer-Engine rendern und trug den Namen Netscape Browser – der Namensbestandteil Navigator wurde nicht mehr verwendet. Version 8 war auch die erste Netscape-Version, welche nicht mehr für die Macintosh-Plattform mitentwickelt wurde. Bereits ein Tag später erschien wegen Sicherheitslücken ein Update auf Version 8.0.1. Der neugestaltete Browser wartete mit zahlreichen bereits integrierten Features und Gimmicks auf, u. a. einem integrierten Instant Messenger und der Unterstützung von Mycroft-Plugins. Bei der Darstellung von Webseiten konnte zwischen der Gecko-Engine und der Trident-Rendering-Engine des Internet Explorers gewechselt werden. Webseiten, die ausschließlich für den Internet Explorer entwickelt wurden, zeigte der Browser automatisch mit der Rendering-Engine des Internet Explorers an. AOL entwickelte den neuen Browser in Zusammenarbeit mit Mercurial Communications.
Das letzte Major Release von Netscape Browser war Version 9. Das Programm wurde AOL-intern aus Mozilla Firefox 2.x weiterentwickelt und mit speziellen Plugins ergänzt (einige davon waren in Firefox nachrüstbar). Die Zusammenarbeit mit dem kanadischen Software-Unternehmen Mercurial endete, und die Möglichkeit, die Rendering Engine des Internet Explorers zu nutzen, wurde wieder entfernt. Man führte die Bezeichnung „Navigator“ wieder ein, da Netscape Navigator 9 ein Stand-Alone-Browser ohne Mail-, Usenet- oder Editorfunktion war, der nun auch wieder auf Windows, macOS und Linux lauffähig war. Parallel arbeitete man bei Netscape auch an einem E-Mail- bzw. News-Programm, das auf den Namen Netscape Messenger hören sollte.

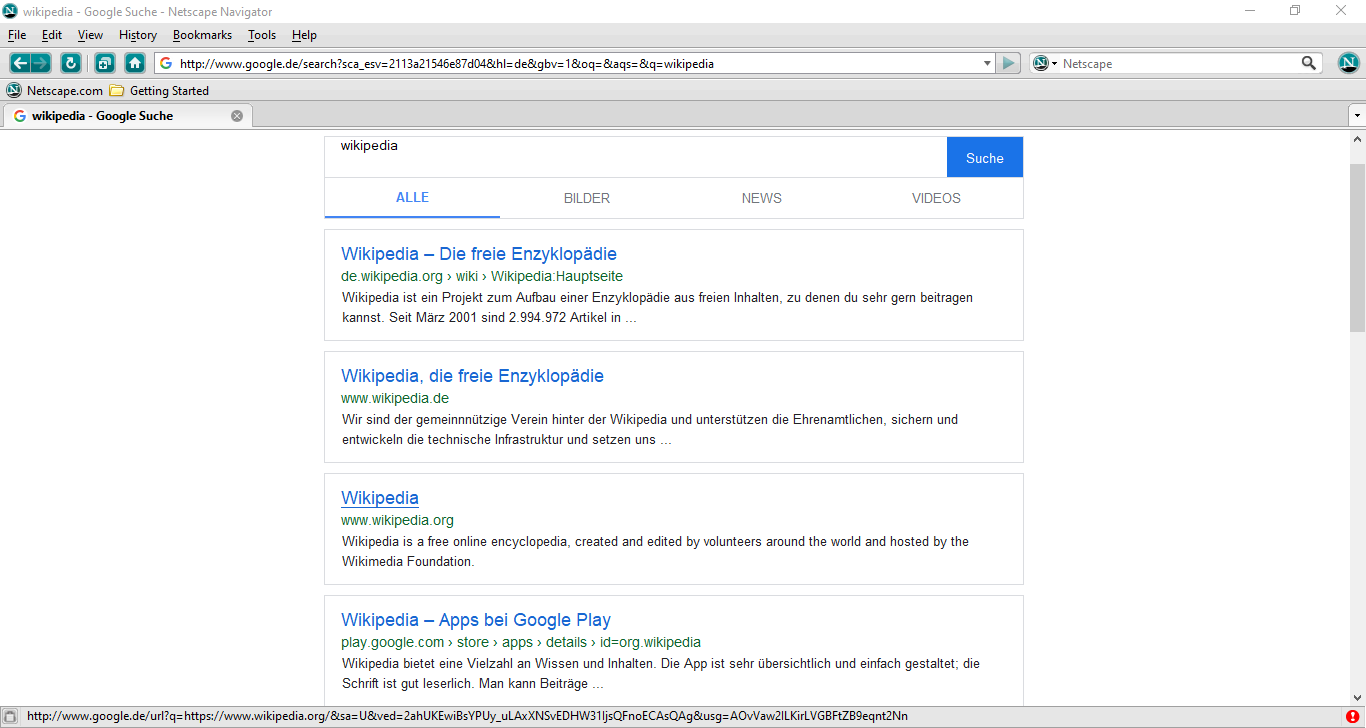
Netscape 9.0.0.6, welches die Google-Suche nach „Wikipedia“ anzeigt.

Am 28. Dezember 2007 gab AOL bekannt, dass der Support für sämtliche Netscape-Browser am 1. Februar 2008 eingestellt werde. Als Begründung wurde angegeben, dass die Investitionen für eine ausreichende Weiterentwicklung in der Unternehmensausrichtung von AOL keinen Raum fänden. Es wurde den Nutzern empfohlen, auf Firefox umzusteigen und die von Netscape bereitgestellten Erweiterungen zu verwenden, um Firefox in Aussehen und Bedienung Netscape anzupassen. Der offizielle Support für Netscape-Produkte wurde von der AOL-Tochter bis 1. März 2008 verlängert.

## Versionsgeschichte
| Version                    | Freigabedatum     | Anmerkungen und wichtigste Änderungen                                                                                               |
| -------------------------- | ----------------- | --- |
| Mosaic Netscape 0.9        | 13. Oktober 1994  | |
| Netscape Navigator 1.0     | 15. Dezember 1994 | |
| Netscape Navigator 1.1     | März 1995         | |
| Netscape Navigator 1.22    | August 1995       | |
| Netscape Navigator 2.0     | März 1996         | |
| Netscape Navigator 3.0     | 19. August 1996   | |
| Netscape Navigator 3.04    | 4. Oktober 1996   | |
| Netscape Navigator 4.0     | Juni 1997         | Ab hier parallel als Netscape Communicator.                                                                                         |
| Netscape Navigator 4.06    | 17. August 1998   | |
| Netscape Navigator 4.08    | 9. November 1998  | Für lange Zeit letzte Version des eigenständigen Navigators und zugleich letzte Version für Windows 3.x (16-bit) und 68k-Macintosh. |
| Netscape Navigator 9.0.0.6 | 21. Februar 2008  | Basierend auf Mozilla Firefox 2.0.                                                                                                  |

## Trivia
Der Netscape Navigator identifiziert sich bei Webservern mit dem User Agent String „Mozilla/Version (Betriebssystem)“, was den Codenamen für die ursprüngliche Browser-Entwicklung noch widerspiegelt. Spätere Browser übernahmen und variierten den User Agent String des Netscape Navigators oder einer seiner „Varianten“, um zu diesem kompatibel zu sein. Daher identifizieren sich die meisten heute gängigen Browser (einschließlich Microsoft Internet Explorer, Mozilla Firefox und Google Chrome) heute als Variante eines „Mozilla-Browsers“.
Der Export von Programmen aus den USA, die über sichere Mechanismen der Verschlüsselung verfügen, war lange wegen der CoCom-Liste verboten. Daher haben australische Programmierer 1997 das Programm „Fortify for Netscape“ entwickelt. Dieses aktiviert in einer einmaligen Aktion in einem schon installierten Netscape-Browser wieder die starke Verschlüsselung, indem ca. 50 Bytes in der Programmdatei Netscape.exe modifiziert werden. Anfang 2000 wurden diese Bestimmungen gelockert, ab Version 4.73 konnte Netscape 128-Bit-Keys verwenden, wodurch Fortify unnötig wurde.